# Nationella centret för utbildningsutvärdering
Nationella centret för utbildningsutvärdering (NCU) är ett fristående ämbetsverk i Finland för extern utvärdering av utbildningen och undervisnings- och utbildningsanordnarnas verksamhet allt från småbarnspedagogik till högskoleutbildning samtidigt som det producerar information till stöd för det utbildningspolitiska beslutsfattandet och utvecklandet av utbildningen. Utvärderingarna görs som auditeringar av kvalitetssystem, utvärderingar av lärresultat (till exempel inom den grundläggande utbildningen och andra stadiets utbildning) samt tema- och systemutvärderingar. Centrets uppgift är även att stödja undervisnings- och utbildningsanordnarna och högskolorna i frågor som gäller utvärdering och kvalitetshantering samt att utveckla utvärderingen av utbildningen.  Om utvärderingscentrets uppgifter och organisation finns bestämmelser i lag. 

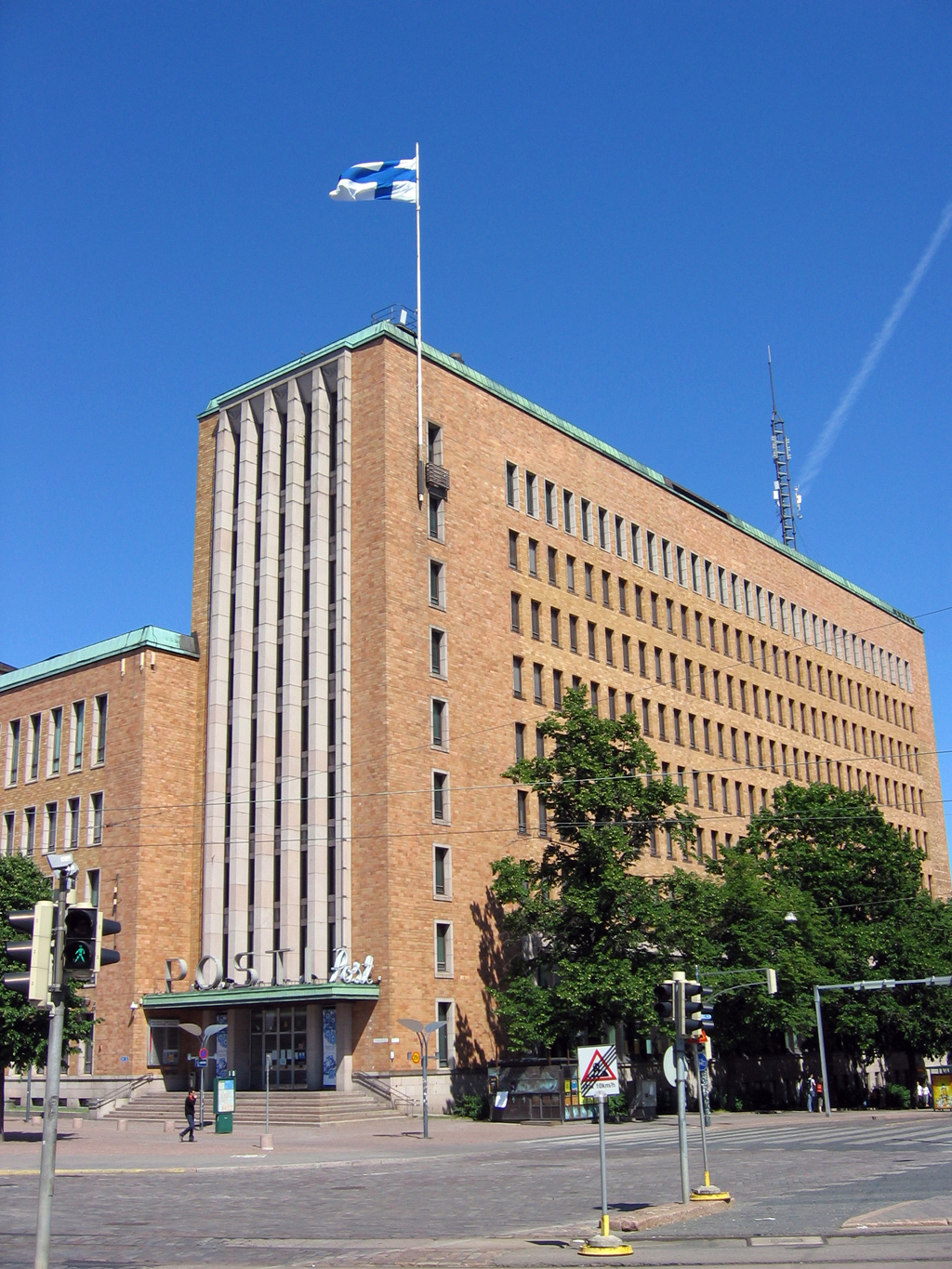
NCU:s huvudkontor finns i Posthuset i Helsingfors.

## Historia
Centret inledde sin verksamhet i maj 2014 då utvärderingsverksamheten vid Rådet för utvärdering av högskolorna, Rådet för utbildningsutvärdering och Utbildningsstyrelsen slogs samman.  Enligt den anknytande propositionen kommer studentexamensnämnden och Nationella centret för utbildningsutvärdering att överföras som fristående delar till den nya Utbildningsstyrelsen 2018. 

## Organisation
Utvärderingscentrets organisation består av utvärderingsrådet, sektionen för utvärdering av högskolorna och tre kompetensenheter: enheten för allmänbildande utbildning och småbarnspedagogik, enheten för yrkesutbildning och enheten för högre utbildning och fritt bildningsarbete.  Centret har verksamhetsställen i Helsingfors och Jyväskylä och sysselsätter 50 personer. 
- Utvärderingsrådet följer och utvecklar NCU:s verksamhet och tar fram de strategiska riktlinjerna för dess verksamhet. Statsrådet utser medlemmarna i utvärderingsrådet för fyra år i taget. Utvärderingsrådet gör upp ett förslag till utvärderingsplan med de objekt som ska utvärderas och tidsschemat för arbetet och lämnar det till undervisnings- och kulturministeriet. [1][3][6]
- Sektionen för utvärdering av högskolorna beslutar om projektplanerna för utvärderingar av högskolor, planerings- och utvärderingsgrupperna och om slutresultaten av auditeringarna av kvalitetssystem. Utvärderingscentret kan även tillsätta delegationer och andra sektioner. [1]

## Utvärderingsresultat
Exempel på utvärderingar av NCU på olika utbildningsnivåer:
- Grundläggande utbildning:
  - Vid en granskning av lärresultaten inom modersmål och litteratur framgick att flickorna i årskurs 9 skriver bättre ansökningar om sommarjobb än pojkarna. [7]
  - Bland de elever i årskurs 9 som läste finska som andra språk uppnådde 87 procent en god kunskapsnivå medan 13 procent endast behärskade grunderna. [8]
  - Bedömningen av matematikkunskaperna i årskurs 9 visar på skillnader: Elever som klarade sig lika bra i utvärderingen hade inte samma vitsord i alla skolor. Skillnaden mellan skolorna kunde vara hela två vitsord. [9]
  - Flickorna klarar sig klart bättre än pojkarna i läroämnen i huslig ekonomi, såväl i kunskaper som färdigheter. [10]

- Gymnasieutbildning:
  - Matematikkunskaperna i gymnasierna bedöms på mycket olika sätt: i ett krävande gymnasium kan en elev som fått vitsordet 5 ha kunskaper på samma nivå som en elev med vitsordet 9 i ett annat gymnasium. [11] De elever som inte skriver matematik i studentexamen har matematikkunskaper som motsvarar ungefär de kunskaper en elev i åk 9 har. [12]

- Yrkesutbildning:
  - Datanomerna klarar sig mycket bra i yrkesproven i informations- och kommunikationsteknik, men deras sysselsättningssituation har försämrats eftersom det numera krävs allt mer specialiserade färdigheter. [13]
  - I Finland utexamineras mycket kompetenta yrkespersoner inom textilbranschen men sysselsättningssituationen är svag. [14]
  - Största delen av yrkesutbildningsanordnarna har ett fungerande kvalitetssystem. [15]

Nationella centret för utbildningsutvärdering ansvarar i Finland för utvärderingen av den utbildning som universiteten och yrkeshögskolorna tillhandahåller. De tre viktigaste sätten för utvärdering är auditering av högskolornas kvalitetssystem, temautvärderingar av utbildningssystemet och ackrediteringar av examensprogrammen inom teknik. De högskolor och yrkeshögskolor som godkänns i NCU:s utvärdering får en kvalitetsstämpel som visar att det kvalitetssystem som organisationen tillämpar uppfyller såväl de europeiska principerna och rekommendationerna som de nationella kriterierna för kvalitetssäkring i högskolor.  Kvalitetsstämpeln gäller sex år efter beviljandet. 